# Obniżenie Jugowa
Obniżenie Jugowa – obniżenie w Sudetach Środkowych, w Górach Sowich.

## Lokalizacja
Obniżenie Jugowa to śródgórskie obniżenie (445–520 m n.p.m.), położone między Wzgórzami Wyrębińskimi a środkową częścią Gór Sowich. Od strony południowo-zachodniej obniżenie ograniczają Wzgórza Wyrębińskie, a od północno-wschodniej strony środkowa część Gór Sowich.

## Opis
Obniżenie Jugowa jest wyraźnie wyodrębniająca się podjednostką Gór Sowich, stanowiącą teren o całkowicie odmiennym charakterze. Jest to kotlina śródgórska z położoną centralnie doliną Jugowskiego Potoku, od której odbiegają liczne krótkie ramiona dolin potoków dopływających do tego cieku. Obniżenie powstało na wychodniach utworów czerwonego spągowca, głównie piaskowców, zlepieńców, wapieni i łupków oraz górnokarbońskich zlepieńców. Powierzchnia zrównania obniżenia pokryta jest cienką warstwą utworów czwartorzędowych, a także osadów polodowcowych.

## Krajobraz
Krajobraz obniżenia jest typowy dla kotliny górskiej. Najwyższe położenia obniżenia nie przekraczają 500 m n.p.m. Cały obszar jest pagórkowaty, łagodnie poprzecinany korytami potoków. Poza nielicznymi wzniesieniami jest słabo porośnięty lasem. Jest to teren zaludniony, większość obszaru zajmują łąki, nieużytki rolne i w znikomej części pola uprawne. Krajobraz jest przeobrażony, w znacznym stopniu zurbanizowany. Obszar obniżenia jest ciekawy przyrodniczo i krajobrazowo, posiada walory letniskowe. Wzdłuż koryt rzek ciągną się pasy zieleni z drzew liściastych, liczny jest również starodrzew w formie przydomowych nasadzeń.

## Gleby
Występują gleby średniej jakości z przewagą klasy IV. Na obrzeżu doliny Jugowskiego Potoku występują gleby brunatne i bielicowe. Większość obszaru zajmują łąki i nieużytki rolne.

## Świat roślinny i zwierzęcy
Świat zwierzęcy i roślinny nie różni się wyraźnie od innych części Sudetów. Z większych zwierząt można spotkać sarnę, dzika i jelenia, z ptaków na terenie obniżenia występują: jarząbek, sowa włochata, pluszcz, krzyżodziób świerkowy, skowronek polny i kilka gatunków jastrzębi. Z mniejszych ssaków występują lis, łasica, wiewiórka, zając. Na terenie obniżenia pozostałości lasu zachowały się jedynie w wyższych częściach obniżenia. Naturalne zbiorowiska roślinne obniżenia są zupełnie zniszczone działalnością człowieka, który zajął ten teren pod uprawy. Nielicznie zachowały się małe enklawy lasów i zarośli nad ciekami wodnymi.

## Klimat
Na opisywanym obszarze brakuje stacji meteorologicznych, co utrudnia szczegółowe określenie panujących tu warunków klimatycznych. Położenie fizyczno-geograficzne obniżenia oraz masywy górskie Gór Sowich, osłaniające dolinę od północy i północnego wschodu, oraz Wzgórza Wyrębińskie, osłaniające obniżenie od południowego zachodu, sprawiają, że klimat jest umiarkowany, przejściowy, ciepły, charakteryzujący się zmiennym stanem pogody. Średnia temperatura roczna oscyluje tu w granicach 7 °C. Najcieplejszym miesiącem jest lipiec, najzimniejszym styczeń. Okres wegetacyjny trwa ok. 230 dni. Zachmurzenie średnie występuje w okresie jesienno-zimowym, najmniejsze w lecie. Opadom często towarzyszą gwałtowne burze z wyładowaniami.

## Wody
Obniżenie Jugowa należy do dorzecza Odry. Największym ciekiem kotliny jest Jugowski Potok, lewostronny dopływy Włodzicy, który odwadnia obniżenia oraz północno-wschodnią część zboczy Wzgórz Wyrębińskich i południowo-zachodnie zbocza środkowej części Gór Sowich.

## Miejscowości
Na całej długości obniżenia, wzdłuż doliny Jugowskiego Potoku leży Jugów oraz jego przysiółki: Sobków (Pniaki), Krzów, Goliszyn, Nagóra, Jutroszów, Olszowiec, Jastrzębiec, które ulokowały się wzdłuż dopływów Jugowskiego Potoku.

## Zabytki
- barokowy kościół parafialny z początku XVIII wieku pod wezwaniem św. Katarzyny z ciekawą polichromią
- zabudowania starej zabytkowej plebanii
- kapliczka na cmentarzu z ciekawym przedstawieniem Chrystusa na krzyżu, upamiętniająca największą tragedię górniczą
- zespół zabudowy mieszkalnej złożony z okazałych, wielorodzinnych domów, jak i mniejszych, ale równie reprezentacyjnych willi i pensjonatów, po małe chaty murowane i drewniane oraz budynki z tzw. murem pruskim.
- zabudowania przemysłowe z końca XIX wieku
- przydrożne kapliczki figuralne z XVIII–XIX wieku.